# Championnat de France féminin de handball de deuxième division 2020-2021
Navigation
Division 2 2019-2020 Division 2 2021-2022
Le Championnat de France féminin de handball de deuxième division 2020-2021 est la cinquantième édition de cette compétition. ce championnat est le deuxième plus haut niveau du championnat de France de ce sport derrière la D1. 
À la fin de la saison, le premier club VAP accède en Division 1. En vigueur depuis la saison 2012-2013, ce dispositif vise à baliser et sécuriser le chemin vers la LFH pour consolider la professionnalisation du handball féminin français. Il concerne les clubs de D2F désireux de se structurer et ambitionnant, à plus ou moins court terme, d’accéder en LFH et qui s’engagent en conséquence à répondre volontairement à un cahier des charges intermédiaire, palier avant une intégration en LFH. Ce statut de club VAP est accordé par la CNCG après examen de la situation du club de D2F au regard des différents critères du cahier des charges VAP (de même nature que ceux du cahier des charges LFH). Tous les clubs qualifiés en D2F peuvent solliciter le statut VAP, qu’ils accèdent de N1, descendent de LFH ou se soient maintenus en D2. Le statut est accordé par saison sportive et il n’y a aucune attribution automatique d’une saison sur l’autre, ni à un club relégué de LFH.
Le championnat est remporté par le HBC Celles-sur-Belle, vainqueur en finale du Le Havre AC.

## Modalités

### Modalités initiales
Au cours de la première phase, les équipes sont réparties dans deux poules de 8. Au terme des 14 journées en matchs aller / retour, les quatre premiers de chaque groupe sont qualifiés pour la poule haute "playoffs", tandis que les quatre derniers disputent la poule basse "playdowns". 
En playoffs et playdowns, les clubs conservent les points décrochés face à leurs trois adversaires du premier tour et disputent 8 nouvelles journées. 
Le titre de champion de France de D2F est décerné au club qui termine en tête des playoffs. Parmi les clubs ayant le statut VAP, le mieux classé de ces mêmes playoffs est sportivement qualifié en LFH, sous réserve de respecter le cahier des charges de participation à la LFH. En playdowns, les 4 derniers sont relégués en N1F pour la saison suivante.

### Modalités modifiées en cours de saison
Le championnat est suspendu début novembre 2020 alors que le gouvernement met en place de nouvelles mesures de confinement en raison de la pandémie de Covid-19. La reprise de la D2F est effective qu'au mois de janvier 2021 après des négociations entre les différentes parties prenantes. 
Un nouveau format pour la deuxième phase du championnat est alors mis en place pour finir la saison : 
- la première phase reste inchangée avec 16 équipes réparties en 2 poules de 8 équipes qui se rencontrent en aller / retour soit 14 matchs. À l’issue de cette phase, les 4 premières équipes de chaque poule joueront en Play-Off et les 4 dernières en Play-Down.
- les 8 équipes des playoffs seront réparties en 2 poules de 4 de façon que le 1er et 4e d'une poule joueront avec le 2e et 3e de l'autre poule, pour ne disputer que les rencontres non déjà jouées lors de la 1re phase, soit un total de 4 matchs. Les scores contre l'équipe ayant évolué dans la même poule en 1re phase sont conservés.
- Il en sera de même pour les playdowns où le 5e et 8e d'une poule jouera avec le 6e et le 7e de l’autre poule.
- À l'issue des playoffs, le premier de chaque poule participe à la finale pour obtenir le titre de Champion de France de D2F et le premier club VAP est promu en LBE
- À l'issue des playdowns, les relégations en N1F dépendent du nombre d'accessions en D2F : si 2 clubs accèdent de la N1F à la fin de saison, 4 clubs sont relégués de D2F mais si aucun club n'accède de la N1F, alors seulement 2 clubs seront relégués de D2F. Dans tous les cas, la D2F reviendra ainsi à 14 équipes pour organiser un championnat en poule unique pour la saison 2021-2022.

## Équipes participantes
| \| Saint-Maur Le Havre Octeville Saint-Grégoire Achenheim · Truchtersheim Aulnoye-Aymeries La Rochelle Noisy Celles/B. Bouillargues Clermont-Ferrand Bègles Vaulx-en-Velin Le Pouzin Rochechouart · Saint-Junien Cannes · Mandelieu \| Localisation des clubs engagés dans le championnat. |
| Saint-Maur Le Havre Octeville Saint-Grégoire Achenheim · Truchtersheim Aulnoye-Aymeries La Rochelle Noisy Celles/B. Bouillargues Clermont-Ferrand Bègles Vaulx-en-Velin Le Pouzin Rochechouart · Saint-Junien Cannes · Mandelieu                                                           |

| Club                                  | Localisation                                                                | Classement de 2019-2020 | Poule | VAP     |
| ------------------------------------- | --------------------------------------------------------------------------- | ----------------------- | ----- | ------- |
| Stella Sports Saint-Maur Handball     | Île-de-France, Val-de-Marne, Saint-Maur-des-Fossés                          | 2e (poule 1)            | 1     | Oui     |
| Le Havre AC Handball                  | Normandie, Seine-Maritime, Le Havre                                         | 3e (poule 1)            | 1     | Oui     |
| HB Octeville-sur-Mer                  | Normandie, Seine-Maritime, Octeville-sur-Mer                                | 4e (poule 1)            | 1     |         |
| Saint-Grégoire RMHB                   | Bretagne, Ille-et-Vilaine, Saint-Grégoire                                   | 5e (poule 1)            | 1     |         |
| Achenheim Truchtersheim Handball      | Grand Est, Bas-Rhin, Achenheim et Truchtersheim                             | 6e (poule 1)            | 1     |         |
| Sambre Avesnois Handball              | Hauts-de-France, Nord, Aulnoye-Aymeries                                     | 7e (poule 1)            | 1     |         |
| Aunis HB La Rochelle-Périgny          | Nouvelle-Aquitaine, Charente-Maritime, Périgny et La Rochelle               | 8e (poule 2)            | 1     |         |
| Noisy-le-Grand handball               | Île-de-France, Seine-Saint-Denis, Noisy-le-Grand                            | 3e de N1 (poule 3)      | 1     |         |
| HBC Celles-sur-Belle                  | Nouvelle-Aquitaine, Deux-Sèvres, Celles-sur-Belle                           | 2e (poule 2)            | 2     | Oui     |
| Bouillargues Handball Nîmes Métropole | Occitanie, Gard, Bouillargues                                               | 3e (poule 2)            | 2     |         |
| HB Clermont AM 63                     | Auvergne-Rhône-Alpes, Puy-de-Dôme, Clermont-Ferrand                         | 4e (poule 2)            | 2     | Retirée |
| CA béglais                            | Nouvelle-Aquitaine, Gironde, Bègles                                         | 5e (poule 2)            | 2     |         |
| ASUL Vaulx-en-Velin                   | Auvergne-Rhône-Alpes, Métropole de Lyon, Vaulx-en-Velin                     | 6e (poule 2)            | 2     |         |
| Le Pouzin HB 07                       | Auvergne-Rhône-Alpes, Ardèche, Le Pouzin                                    | 7e (poule 2)            | 2     |         |
| Rochechouart Saint-Junien HB 87       | Nouvelle-Aquitaine, Haute-Vienne, Rochechouart et Saint-Junien              | 1er de N1 (poule 1)     | 2     |         |
| AS Cannes Mandelieu Handball          | Provence-Alpes-Côte d'Azur, Alpes-Maritimes, Cannes et Mandelieu-la-Napoule | 1er de N1 (poule 4)     | 2     |         |

## Première phase

### Légende
- Qualifié en poule haute.
- Qualifié en poule basse.
- V : Club VAP.
- P : Promu de Nationale 1.

### Poule 1
Le classement final de la poule 1 est :
|   | Équipe                     | Pts | J  | G  | N | P  | Bp  | Bc  | Diff |  | Résultats (dom.\ext.)      | St-M. | Le H. | Sam.  | Oct.  | Noi.  | ATH   | St-G. | Aunis |
| - | -------------------------- | --- | -- | -- | - | -- | --- | --- | ---- |  | -------------------------- | ----- | ----- | ----- | ----- | ----- | ----- | ----- | ----- |
| 1 | Le Havre AC V              | 34  | 14 | 10 | 0 | 4  | 387 | 332 | 55   |  | Le Havre AC V              | -     |       | 28-26 | 25-16 | 26-24 | -     | -     | 32-18 |
| 2 | Stella Sports Saint-Maur V | 33  | 14 | 9  | 1 | 4  | 379 | 352 | 27   |  | Stella Sports Saint-Maur V |       | -     | -     | 30-23 | 28-22 | 25-24 | 24-23 | 33-22 |
| 3 | Sambre Avesnois HB         | 31  | 14 | 8  | 1 | 5  | 397 | 364 | 33   |  | Sambre Avesnois HB         | -     | 29-28 |       | 25-21 | -     | 27-28 | -     | 39-27 |
| 4 | Achenheim Truchtersheim    | 29  | 14 | 7  | 1 | 6  | 372 | 359 | 13   |  | Achenheim Truchtersheim    | -     | -     | 20-31 | -     | 25-29 |       | 26-23 | -     |
| 5 | HB Octeville-sur-Mer       | 28  | 14 | 7  | 0 | 7  | 373 | 369 | 4    |  | HB Octeville-sur-Mer       | -     | 26-25 | 28-23 |       | 24-28 | -     | -     | -     |
| 6 | Noisy-le-Grand handball P  | 26  | 14 | 6  | 0 | 8  | 387 | 372 | 15   |  | Noisy-le-Grand handball P  | 27-28 | 28-26 | 28-34 | 26-30 |       | 23-24 | -     | -     |
| 7 | Saint-Grégoire RMHB        | 25  | 14 | 5  | 1 | 8  | 360 | 356 | 4    |  | Saint-Grégoire RMHB        | 26-25 | 19-26 | -     | 27-29 | -     | 21-26 |       | 38-23 |
| 8 | AHB La Rochelle Périgny    | 18  | 14 | 2  | 0 | 12 | 337 | 488 | -151 |  | AHB La Rochelle Périgny    | 27-31 | 24-38 | 27-22 | -     | -     | -     | 20-34 |       |

### Poule 2
Le classement final de la poule 1 est :
|   | Équipe                      | Pts | J  | G  | N | P  | Bp  | Bc   | Diff  |  | Résultats (dom.\ext.)       | Cel.  | Bou.  | Bèg.  | Vau.  | Cle.  | RSJ   | Le P. | Can.  |
| - | --------------------------- | --- | -- | -- | - | -- | --- | ---- | ----- |  | --------------------------- | ----- | ----- | ----- | ----- | ----- | ----- | ----- | ----- |
| 1 | HBC Celles-sur-Belle V      | 42  | 14 | 14 | 0 | 0  | 449 | 289  | 160   |  | HBC Celles-sur-Belle V      |       | 36-29 | -     | -     | 34-18 | 33-18 | 32-19 | -     |
| 2 | Bouillargues HNM            | 29  | 13 | 7  | 2 | 4  | 377 | 357  | 20    |  | Bouillargues HNM            | 29-32 |       | 26-26 | 31-28 | -     | 37-30 | -     | -     |
| 3 | ASUL Vaulx-en-Velin         | 29  | 14 | 7  | 1 | 6  | 338 | 331  | 7     |  | ASUL Vaulx-en-Velin         | 18-32 | 23-25 | -     |       | -     | 27-25 | -     | 26-20 |
| 4 | CA Béglais                  | 28  | 14 | 6  | 2 | 6  | 382 | 376  | 6     |  | CA Béglais                  | -     | 27-29 |       | -     | -     | 27-13 | -     | 33-26 |
| 5 | HB Clermont AM 63           | 27  | 14 | 6  | 1 | 7  | 433 | 447  | -14   |  | HB Clermont AM 63           | 24-31 | -     | 37-33 | -     |       | -     | 31-29 | 40-33 |
| 6 | Rochechouart Saint-Junien P | 24  | 14 | 5  | 0 | 9  | 337 | 357  | -20   |  | Rochechouart Saint-Junien P | 24-35 | -     | 20-25 | -     | -     |       | -     | 23-22 |
| 7 | AS Cannes Mandelieu P       | 20  | 14 | 4  | 0 | 10 | 307 | 371  | -64   |  | AS Cannes Mandelieu P       | -     | 27-35 | 26-29 | 27-24 | -     | -     | -     |       |
| 8 | Le Pouzin HB 07             | 15  | 13 | 3  | 0 | 10 | 248 | 3434 | -3186 |  | Le Pouzin HB 07             | 24-36 | -     | 21-28 | 28-29 | 36-31 | 22-27 |       | -     |

## Deuxième phase

### Playoffs
Le club classé premier de chaque poule dispute une finale pour le titre de champion de Division 2. Le meilleur club ayant le statut VAP accède à la Division 1.

#### Poule A
Le classement final de la poule A des Playoffs est :
|   | Équipe                  | Pts | J | G | N | P | Bp  | Bc  | Diff |
| - | ----------------------- | --- | - | - | - | - | --- | --- | ---- |
| 1 | Le Havre AC V           | 16  | 6 | 5 | 0 | 1 | 176 | 152 | 24   |
| 2 | Achenheim Truchtersheim | 14  | 6 | 4 | 0 | 2 | 168 | 160 | 8    |
| 3 | Bouillargues HNM        | 12  | 6 | 3 | 0 | 3 | 171 | 173 | -2   |
| 4 | ASUL Vaulx-en-Velin     | 6   | 6 | 0 | 0 | 6 | 145 | 175 | -30  |

#### Poule B
Le classement final de la poule B des Playoffs est :
|   | Équipe                     | Pts | J | G | N | P | Bp  | Bc  | Diff |
| - | -------------------------- | --- | - | - | - | - | --- | --- | ---- |
| 1 | HBC Celles-sur-Belle V     | 16  | 6 | 5 | 0 | 1 | 184 | 144 | 40   |
| 2 | Stella Sports Saint-Maur V | 12  | 6 | 3 | 0 | 3 | 169 | 162 | 7    |
| 3 | Sambre Avesnois HB         | 11  | 6 | 2 | 1 | 3 | 157 | 169 | -12  |
| 4 | CA Béglais                 | 9   | 6 | 1 | 1 | 4 | 147 | 182 | -35  |

#### Finale
La finale oppose Le Havre AC au HBC Celles-sur-Belle :
| Date aller  | Équipe 1    | Scores  | Scores  | Scores  | Équipe 2             | Date retour |
| Date aller  | Équipe 1    | Aller   | Total   | Retour  | Équipe 2             | Date retour |
| ----------- | ----------- | ------- | ------- | ------- | -------------------- | ----------- |
| 2 juin, 19h | Le Havre AC | 29 – 29 | 51 – 56 | 22 – 27 | HBC Celles-sur-Belle | 5 juin, 18h |

### Playdowns
Le club classé dernier de chaque poule est relégué en Nationale 1.

#### Poule A
Le classement final de la poule A des Playdowns est :
|   | Équipe                      | Pts | J | G | N | P | Bp  | Bc  | Diff |
| - | --------------------------- | --- | - | - | - | - | --- | --- | ---- |
| 1 | HB Octeville-sur-Mer        | 14  | 6 | 4 | 0 | 2 | 196 | 159 | 37   |
| 2 | AS Cannes Mandelieu P       | 14  | 6 | 4 | 0 | 2 | 157 | 139 | 18   |
| 3 | Rochechouart Saint-Junien P | 12  | 6 | 3 | 0 | 3 | 157 | 170 | -13  |
| 4 | AHB La Rochelle Périgny     | 8   | 6 | 1 | 0 | 5 | 153 | 195 | -42  |

#### Poule B
Le classement final de la poule B des Playdowns est :
|   | Équipe                    | Pts | J | G | N | P | Bp  | Bc  | Diff |
| - | ------------------------- | --- | - | - | - | - | --- | --- | ---- |
| 1 | HB Clermont AM 63         | 14  | 6 | 4 | 0 | 2 | 170 | 167 | 3    |
| 2 | Saint-Grégoire RMHB       | 12  | 6 | 3 | 0 | 3 | 143 | 137 | 6    |
| 3 | Noisy-le-Grand handball P | 12  | 6 | 3 | 0 | 3 | 166 | 165 | 1    |
| 4 | Le Pouzin HB 07           | 10  | 6 | 2 | 0 | 4 | 153 | 163 | -10  |

## Bilan de la saison
| Tableau d'honneur de la saison 2020-2021 |                                         |
| Champion de France de D2                 | HBC Celles-sur-Belle                    |
| Promu en LBE                             | HBC Celles-sur-Belle                    |
| Relégué de LBE                           | Saint-Amand Handball                    |
| Relégué en Nationale 1                   | AHB La Rochelle Périgny Le Pouzin HB 07 |
| Promu de Nationale 1                     | Aucun                                   |